# Isidore Goldstein

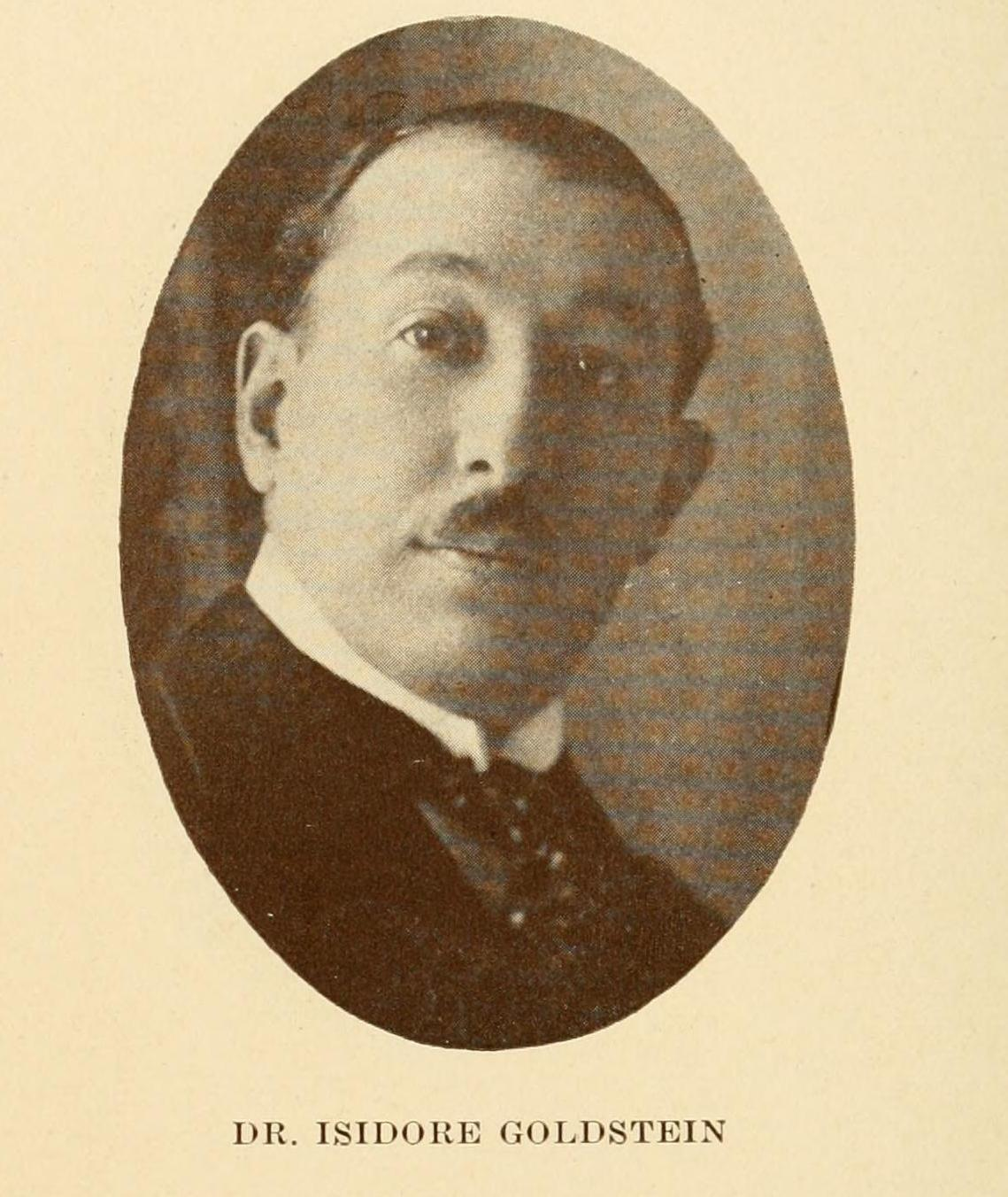
Isidore Goldstein (1918)

Isidore Goldstein (ur. 1879 w Nowym Jorku, zm. 23 grudnia 1937 tamże) –  amerykański lekarz okulista. 

## Życiorys
Absolwent Cornell University Medical College (1904). Praktykował w Nowym Jorku. Karierę w okulistyce rozpoczął w New York Eye and Ear Infirmary, pod kierunkiem Johna E. Weeksa (do 1919), a potem Johna M. Wheelera. Od 1929 był starszym asystentem-chirurgiem w klinice Bernarda Samuelsa. Przez ponad trzydzieści lat związany z Mount Sinai Hospital. Razem z Kaufmanem Schlivekiem kierował kliniką oczną Mount Sinai Hospital od 1932 roku do śmierci w 1937. W 1928 w Mount Sinai Hospital otwarto, także dzięki jego staraniom, oddział patologii oka. Związany także z Sydenham Hospital jako konsultant. 
Wykładał gościnnie w Kairze, Paryżu i Jerozolimie. W 1930 pomagał w organizacji kliniki okulistycznej na Uniwersytecie Hebrajskim. 
Był jednym z założycieli New York Society for Clinical Ophthalmology. Należał do American Academy of Ophthalmology and Oto-Laryngology i New York Academy of Medicine. Wspomnienie o nim napisał David Wexler.

## Dorobek naukowy
Jego prace dotyczyły m.in. zaniku nerwu wzrokowego w przebiegu zapaleń naczyń, glejaka nerwu wzrokowego, zmian dna oka w przebiegu białaczki, choroby Niemanna-Picka, melanozy naczyniówki, zatorów tętnic siatkówki. Wprowadzał nowe zabiegi okuloplastyczne, stosował m.in. złote implanty po enuklacji. Opracował metodę recesji dźwigacza powieki górnej u pacjentów z oftalmopatią tarczycową i przeszczepu śluzówki policzka w miejsce uszkodzonej przez proces chorobowy spojówki oka. W 1935 roku zaproponował, razem z kryminologiem Carletonem Simonem, wykorzystanie osobniczych zmienności w anatomii unaczynienia siatkówki do identyfikacji w kryminalistyce. Zaproponowany przez nich system miałby oceniać wzajemne stosunki żyłki skroniowej górnej, skroniowej dolnej, nosowej górnej i nosowej dolnej. Pomysł został przedstawiony na corocznym zjeździe Association of Chiefs of Police 7 lipca 1935 i opisany w artykule w New York State Journal of Medicine.

## Lista prac
- Dental Infection and Its Relationship to Diseases of the Eye (1936)
- Simon C, Goldstein I.  A new scientific method of identification. New York State Journal of Medicine, 35, ss. 901-906 (1935)
- Goldstein I, Wexler D. The Ocular Pathology Of Periarteritis Nodosa. Archives of Ophthalmology 2, ss. 288-299 (1929)
- Goldstein I, Wexler D. Spongioneuroblastoma Of The Optic Nerve In Neurofibromatosis (Recklinghausen). Archives of Ophthalmology 7: 259-267(1932)
- Goldstein I, Wexler D. Retinal Vascular Disease In A Case Of Acute Lupus Erythematosus Disseminatus. Archives of Ophthalmology 8, ss. 852-857 (1932)
- Goldstein I, Wexler D. The Preretinal Artery: An Anatomic Study. Archives of Ophthalmology 1, ss. 324-334 (1929)
- Goldstein I, Wexler D. Bilateral Atrophy Of The Optic Nerve In Periarteritis Nodosa: A Microscopic Study. Archives of Ophthalmology 18, ss. 767-773 (1937)
- Goldstein I, Wexler D. Acute Tuberculous Periphlebitis Of The Retina And Optic Nerve. Archives of Ophthalmology 3: 552 - 559 (1930)
- Goldstein I, Wexler D. Histologic Observations On The Fundus In Leukemia. Archives of Ophthalmology 13, ss. 26-32 (1935)
- Goldstein I, Wexler D. Niemann-Pick's Disease With Cherry-Red Spots In The Macula: Ocular Pathology. Archives of Ophthalmology 5, ss. 704-716 (1931)
- Goldstein I. Recession Of The Levator Muscle For Lagophthalmos In Exophthalmic Goiter. Archives of Ophthalmology 11, ss. 389-393 (1934)
- Goldstein I, Wexler D. Metastasis In The Sheath Of The Optic Nerve From Carcinoma Of The Stomach. Archives of Ophthalmology 6, ss. 414-419 (1931)
- Goldstein I, Wexler D. Rosette Formation In The Eyes Of Irradiated Human Embryos. Archives of Ophthalmology 5, ss. 591-600 (1931)
- Goldstein I, Wexler D. Melanosis Uveae And Melanoma Of The Iris In Neurofibromatosis (Recklinghausen). Arch Ophthal 3, ss. 288-296 (1930)
- Goldstein I, Wexler D. Embolism Of The Central Retinal And Ciliary Arteries: In A Case Of Chronic Lipoid Nephrosis With Thrombosis Of The Innominate Artery. Archives of Ophthalmology 10, ss. 70-75 (1933)
- Goldstein I, Wexler D. Metastasis In The Choroid From Adenocarcinoma Of The Testis. Archives of Ophthalmology 13, ss. 207-211 (1935)
- Goldstein I, Wexler D. Tumor Of The Orbit In A Case Of Osteochondrofibrosarcomatosis. Archives of Ophthalmology 12, ss. 201-206 (1934)
- Goldstein, Givner. CALCIFIED HYALINE DEPOSITS (DRUSEN) IN THE OPTIC DISK: ASSOCIATED WITH PIGMENTARY CHANGES IN THE RETINA. Archives of Ophthalmology 10, ss. 76-82 (1933)
- Goldstein I, Wexler D. Operation For Retention Of An Artificial Eye After Exenteration Of The Orbit. Archives of Ophthalmology 16, ss. 465-468 (1936)